# NGC 5135
NGC 5135 este o galaxie seyfert de tip 2⁠(d) situată în constelația Hidra. A fost descoperită în 1834 de către John Herschel. Se află la o distanță de 58,9 de megaparseci de Pământ.